# Лінськ
Лінськ (пол. Lińsk) — село в Польщі, у гміні Слівиці Тухольського повіту Куявсько-Поморського воєводства.
Населення — 569 осіб (2011).
У 1975-1998 роках село належало до Бидгощського воєводства.

## Демографія
Демографічна структура станом на 31 березня 2011 року:
|          | Загалом | Допрацездатний вік | Працездатний вік | Постпрацездатний вік |
| -------- | ------- | ------------------ | ---------------- | -------------------- |
| Чоловіки | 308     | 91                 | 196              | 21                   |
| Жінки    | 261     | 69                 | 138              | 54                   |
| Разом    | 569     | 160                | 334              | 75                   |